# Miralem Pjanić
Miralem Pjanić (Zvornik, 1990. április 2. –) bosnyák válogatott labdarúgó, az orosz CSZKA Moszkva játékosa.
2007-ig a luxemburgi labdarúgó-válogatottban szerepelt, de 2008-tól már a bosnyákokat erősítette. Családja a boszniai háború elől menekült Luxemburgba. Kettős állampolgár.

## Pályafutása

### Klubcsapatokban
Luxemburgban kezdett el futballozni az Esch-sur-Alzette kantonban található FC Schifflange 95-ben. Itt figyelt fel rá az FC Metz, majd csábította át Franciaországba. A fiatal tehetség aláírt annak ellenére, hogy az FC Internazionale Milano is érdeklődött utána.

#### Metz
Három évig a csapat akadémiáján pallérozódott és 16 évesen került fel a felnőttek közé. Eleinte csak a klub negyedik ligás csapatában játszott, majd 2007. november 30-án megkötötte élete első profi szerződését. Ebben 2010-ig kötelezte el magát. Első gólját 2007 decemberében szerezte a FC Sochaux ellen. Ezzel feliratkozott a liga legfiatalabb gólszerzői közé. A 2007–08-as idény annyira jól sikerült, hogy jelölték a francia bajnokság legjobb fiatal játékosának. Bár a díjat Hatem Ben Arfa nyerte meg és csapata is kiesett, jó teljesítményének köszönhetően olyan klubok kezdtek el érdeklődni utána, mint az Arsenal, a Chelsea, a Barcelona, a Real Madrid, az FC Internazionale, az AC Milan és az Olympique Lyon.

#### Lyon
Végül 2008 júniusában 5 évre írt alá a francia klubhoz 7,5 millió euróért. Pjanić a 18-as mezt kapta, és már a szuperkupa döntőn bemutatkozott a Bordeaux ellen, majd rögtön az első bajnoki fordulóban pályára lépett és végigjátszotta a mérkőzést. Ez a szezonja elég balszerencsésre sikerült, ugyanis Stéphane Dalmat rossz belépője után eltört a szárkapocscsontja egy Sochaux elleni bajnokin. Emiatt 2 hónapot kényszerült kihagyni. Az idény hátralévő részében szinte csak csereként lépett pályára, de ezeken két gólpasszt adott. A 2009–10-es idényre megkapta a Juninho által viselt 8-as mezszámot.

#### AS Roma
2011. augusztus 31-én négyéves szerződést írt alá az olasz AS Roma csapatával, amely gárda 11 millió eurót fizetett érte a Lyon-nak.  Első gólját egy Lecce elleni bajnokin szerezte.
A 2012–13-as szezon elején főleg a kispadon jutott csak szerephez. Esélyt kapott az SS Lazio elleni Derby della Capitale mérkőzésen, amelyen be is talált. Innentől fogva rendszeresen játéklehetőséget kapott és pályára lépett például a Torino elleni 2–0-s győzelem során és az Atalanta elleni olasz kupa meccsen is. 
A 2013–14-es évadra Rudi Garcia ült a rómaiak kispadjára, aki a 4–3–3-as felállást használta, amelyben kulcsszerep jutott Pjanić-nak. A bajnokságot végül 6 góllal és 6 gólpasszal zárta. 2014. április 25-én egy csodálatos gólt szerzett az AC Milan csapata ellen.
2014. május 11-én új megállapodást írt alá 2018. június 30-ig. Egy júliusban tartott barátságos mérkőzésen betalált az első félidőben, de a Roma így is 3–2-re elvesztette a meccset a Manchester United ellen.
A 2015–16-os bajnokságra ő vált az egyik legjobb szabadrúgáslövővé és végül 10 góllal zárta a szezont.

#### Juventus
2016. június 13-án 5 évre aláírt a Juventus FC-hez, 32 milliós átigazolási díj ellenében. Az 5-ös mezszámot választotta. Szeptember 10-én debütált egy 3–1-es győzelem során a Sassuolo ellen. Miután megnyerték az olasz kupát és a Serie A-t is, majdnem sikerült megszerezniük a 3-as koronát, de a Bajnokok Ligája döntőjében vereséget szenvedtek a Real Madrid ellen. 
Második szezonja vereséggel kezdődött az olasz szuperkupában az SS Lazio ellen. Idénybeli első gólját a városi rivális Torino ellen szerezte 2017. szeptember 23-án. Február 28-án döntő büntetőt lőtt az Atalanta ellen, amellyel a 2018-as olasz kupa döntőjébe juttatta a Juventust. A csapat végül megnyerte a döntőt, Pjanić pedig egy gólpasszt jegyzett a találkozón. Az utolsó mérkőzésen, május 19-én egy a védjegyévé is vált szabadrúgást végzett el a Hellas Verona ellen, amely találkozón a torinóiak győzedelmeskedtek 2–1-re.
A harmadik idénye előtt egy 5 éves hosszabbítást kötött az egyesülettel. 2018. augusztus 25-én a szezon első meccsén 2–0-re legyőzték az SS Lazio csapatát. Október 6-án játszotta a 100. mérkőzését a zebracsíkos mezben az Udinese ellen.

#### Barcelona
A Juventus 2020. június 29-én bejelentette, hogy megállapodtak a spanyol FC Barcelona csapatával Pjanić átigazolásával kapcsolatban, 60+5 millió euró ellenében, az üzlet további részeként a katalán gárda átadta a brazil Arthur Melot az olaszoknak. 2020 szeptemberében csatlakozott a katalánokhoz.

#### Beşiktaş JK
2021. szeptember 2-án egy évre kölcsönbe vette az isztambuli sztárcsapat a 2021/22-es idény végéig.
Kilenc nap múlva mutatkozott be a Yeni Malatyaspor elleni 3–0-ra megnyert mérkőzésen, és az első találatnál asszisztot készített elő Michy Batshuayi-nak.
Négy nap múlva a BL-ben is bemutatkozott a csapat színeiben a Borussia Dortmund elleni 1–2-re elvesztett csoportköri mérkőzésen.
A török kupában és a szuperkupában is pályára lépett, előbbiben kétszer az Altay SK és a Göztepe ellen, utóbbiban az Antalyaspor elleni 5–3-ra nyert Szuperkupa döntőn.

#### al-Sardzsa
2022. szeptember 7-én aláírt az al-Sardzsa csapatához.

#### CSZKA Moszkva
2024. szeptember 25-én ingyen szerződtette az orosz CSZKA Moszkva csapata.

### A válogatottban

#### Luxemburg
2005-től 2007-ig a luxemburgi válogatottban szerepelt ahol 10 mérkőzésen 6 gólt rúgott. Többek között ő szerezte csapata egyetlen gólját a 2006-os U17-es Európa-bajnokságon egy Spanyolország ellen 7–1-re elvesztett találkozón. Választott hazája csak a rendező jogán lehetett jelen az eseményen, ahol a magyar válogatott mögött a csoportban az utolsó helyet szerezte meg.

#### Bosznia-Hercegovina
Mivel csak 2008-ban kapta meg a bosnyák útlevelét addig nem szerepelhetett szülőhazája válogatottjában. Viszont Pjanić állítása szerint mindig is a bosnyák válogatottban kívánt szerepelni. 2008. augusztus 20-án mutatkozott be egy Bulgária elleni vesztes mérkőzésen.

## Statisztikái

### Klubokban
2022. július 14-én frissítve.
| Klub               | Szezon           | Bajnokság        | Bajnokság | Bajnokság | Kupa  | Kupa  | Ligakupa | Ligakupa | Nemzetközi | Nemzetközi | Egyéb | Egyéb | Összes | Összes |
| Klub               | Szezon           | Liga             | Mérk.     | Gólok     | Mérk. | Gólok | Mérk.    | Gólok    | Mérk.      | Gólok      | Mérk. | Gólok | Mérk.  | Gólok  |
| ------------------ | ---------------- | ---------------- | --------- | --------- | ----- | ----- | -------- | -------- | ---------- | ---------- | ----- | ----- | ------ | ------ |
| Metz               | 2007–08          | Ligue 1          | 32        | 4         | 4     | 1     | 2        | 0        | —          | —          | —     | —     | 38     | 5      |
| Metz               | Összesen         | Összesen         | 32        | 4         | 4     | 1     | 2        | 0        | —          | —          | —     | —     | 38     | 5      |
| Lyon               | 2008–09          | Ligue 1          | 20        | 0         | 2     | 0     | 0        | 0        | 1          | 0          | 0     | 0     | 24     | 0      |
| Lyon               | 2009–10          | Ligue 1          | 37        | 6         | 0     | 0     | 2        | 0        | 14         | 5          | 0     | 0     | 53     | 11     |
| Lyon               | 2010–11          | Ligue 1          | 30        | 3         | 0     | 0     | 1        | 0        | 8          | 1          | 0     | 0     | 39     | 4      |
| Lyon               | 2011–12          | Ligue 1          | 3         | 0         | 0     | 0     | 0        | 0        | 0          | 0          | 0     | 0     | 0      | 0      |
| Lyon               | Összesen         | Összesen         | 90        | 10        | 2     | 0     | 3        | 0        | 25         | 6          | 1     | 0     | 121    | 16     |
| AS Roma            | 2011–12          | Serie A          | 30        | 3         | 1     | 0     | —        | —        | —          | —          | —     | —     | 31     | 3      |
| AS Roma            | 2012–13          | Serie A          | 27        | 3         | 2     | 1     | —        | —        | —          | —          | —     | —     | 29     | 4      |
| AS Roma            | 2013–14          | Serie A          | 35        | 6         | 3     | 0     | —        | —        | —          | —          | —     | —     | 38     | 6      |
| AS Roma            | 2015–16          | Serie A          | 34        | 5         | 2     | 0     | —        | —        | 10         | 0          | —     | —     | 46     | 5      |
| AS Roma            | 2015–16          | Serie A          | 33        | 10        | 1     | 0     | —        | —        | 7          | 2          | —     | —     | 41     | 12     |
| AS Roma            | Összesen         | Összesen         | 159       | 27        | 9     | 1     | —        | —        | 17         | 2          | —     | —     | 185    | 30     |
| Juventus           | 2016–17          | Serie A          | 30        | 5         | 4     | 2     | —        | —        | 12         | 1          | 1     | 0     | 47     | 8      |
| Juventus           | 2017–18          | Serie A          | 31        | 5         | 4     | 1     | —        | —        | 8          | 1          | 1     | 0     | 44     | 7      |
| Juventus           | 2018–19          | Serie A          | 31        | 2         | 2     | 0     | —        | —        | 10         | 2          | 1     | 0     | 44     | 4      |
| Juventus           | 2019–20          | Serie A          | 30        | 3         | 4     | 0     | —        | —        | 8          | 0          | 1     | 0     | 43     | 3      |
| Juventus           | Összesen         | Összesen         | 122       | 15        | 14    | 3     | —        | —        | 38         | 4          | 4     | 0     | 178    | 22     |
| Barcelona          | 2020/21          | La Liga          | 19        | 0         | 1     | 0     | —        | —        | 8          | 0          | 2     | 0     | 30     | 0      |
| Barcelona          | Összesen         | Összesen         | 19        | 0         | 1     | 0     | —        | —        | 8          | 0          | 2     | 0     | 30     | 0      |
| Beşiktaş (kölcsön) | 2021/22          | Süper Lig        | 20        | 0         | 2     | 0     | —        | —        | 3          | 0          | 1     | 0     | 26     | 0      |
| Beşiktaş (kölcsön) | Összesen         | Összesen         | 20        | 0         | 2     | 0     | —        | —        | 3          | 0          | 1     | 0     | 26     | 0      |
| Karrier összesen   | Karrier összesen | Karrier összesen | 442       | 56        | 32    | 5     | 5        | 0        | 91         | 12         | 8     | 0     | 578    | 73     |

### Válogatott
| Bosznia-Hercegovina | Bosznia-Hercegovina | Bosznia-Hercegovina |
| Év                  | Mérkőzés            | Gól                 |
| ------------------- | ------------------- | ------------------- |
| 2008                | 4                   | 0                   |
| 2009                | 9                   | 0                   |
| 2010                | 8                   | 3                   |
| 2011                | 9                   | 1                   |
| 2012                | 8                   | 2                   |
| 2013                | 8                   | 2                   |
| 2014                | 10                  | 1                   |
| 2015                | 9                   | 0                   |
| 2016                | 7                   | 3                   |
| 2017                | 3                   | 0                   |
| 2018                | 9                   | 0                   |
| 2019                | 8                   | 3                   |
| 2020                | 6                   | 0                   |
| 2021                | 5                   | 2                   |
| 2022                | 5                   | 1                   |
| 2023                | 6                   | 0                   |
| 2024                | 1                   | 0                   |
| Összesen            | 115                 | 18                  |

### Góljai a válogatottban
| #   | Dátum                | Helyszín                                                     | Ellenfél    | Gólja | Végeredmény | Kiírás                     |
| --- | -------------------- | ------------------------------------------------------------ | ----------- | ----- | ----------- | -------------------------- |
| 1.  | 2010. március 3.     | Asim Ferhatović Hase Stadium, Szarajevó, Bosznia-Hercegovina | Ghána       | 2–1   | 2–1         | Barátságos                 |
| 2.  | 2010. szeptember 3.  | Stade Josy Barthel, Luxembourg, Luxemburg                    | Luxemburg   | 2–0   | 3–0         | Európa-bajnokság-selejzető |
| 3.  | 2010. november 17.   | Štadión Pasienky, Pozsony, Szlovákia                         | Szlovákia   | 2–1   | 3–2         | Barátságos                 |
| 4.  | 2011. október 7.     | Bilino Polje Stadium, Zenica, Bosznia-Hercegovina            | Luxemburg   | 4–0   | 5–0         | Európa-bajnokság-selejzető |
| 5.  | 2012. szeptember 11. | Bilino Polje Stadium, Zenica, Bosznia-Hercegovina            | Lettország  | 2–1   | 4–1         | Világbajnokság-selejtező   |
| 6.  | 2012. október 16.    | Bilino Polje Stadium, Zenica, Bosznia-Hercegovina            | Litvánia    | 3–0   | 3–0         | Világbajnokság-selejtező   |
| 7.  | 2013. február 6.     | Stožice Stadium, Ljubljana, Szlovénia                        | Szlovénia   | 2–0   | 3–0         | Barátságos                 |
| 8.  | 2013. június 7.      | Skonto Stadium, Riga, Lettország                             | Lettország  | 4–0   | 5–0         | Világbajnokság-selejtező   |
| 9.  | 2014. június 25.     | Itaipava Arena Fonte Nova, Salvador, Brazília                | Irán        | 2–0   | 3–1         | Világbajnokság             |
| 10. | 2016. március 25.    | Stade Josy Barthel, Luxembourg, Luxemburg                    | Luxemburg   | 3–0   | 3–0         | Barátságos                 |
| 11. | 2016. március 29.    | Letzigrund, Zürich, Svájc                                    | Svájc       | 2–0   | 2–0         | Barátságos                 |
| 12. | 2016. november 13.   | Karaiskakis Stadium, Pireusz, Görögország                    | Görögország | 1–0   | 1–1         | Világbajnokság-selejtező   |
| 13. | 2019. március 26.    | Bilino Polje Stadium, Zenica, Bosznia-Hercegovina            | Görögország | 2–0   | 2–2         | Európa-bajnokság-selejzető |
| 14. | 2019. október 12.    | Bilino Polje Stadium, Zenica, Bosznia-Hercegovina            | Finnország  | 2–0   | 4–1         | Európa-bajnokság-selejzető |
| 15. | 2019. október 12.    | Bilino Polje Stadium, Zenica, Bosznia-Hercegovina            | Finnország  | 3–0   | 4–1         | Európa-bajnokság-selejzető |

## Külső hivatkozások
- Miralem Pjanić adatlapja a Transfermarkt oldalon (angolul)
- Miralem Pjanić adatlapja a Soccerway oldalon (angolul)
- Archiválva 2009. május 13-i dátummal a Wayback Machine-ben